# Wilfred de Lanoi
Wilfred Modesto de Lanoi (ur. 12 lutego 1929, zm. 13 czerwca 2008) – piłkarz z Antyli Holenderskich.
Wystąpił w jednym meczu igrzysk w 1952 z Turcją.
Brał udział w mistrzostwach Ameryki Środkowej i Karaibów 1953 jako reprezentant Antyli i 1955 jako reprezentant Curaçao.
Był członkiem drużyny, która wywalczyła brąz na Igrzyskach Panamerykańskich 1955.
Rozegrał 2 mecze w eliminacjach do MŚ 1958 i tyle samo w kwalifikacjach do kolejnych MŚ.
Reprezentował klub CRKSV Jong Holland Willemstad z Curaçao.